# دلتا² سگ کوچک
دلتا² سگ کوچک یک ستاره است که در صورت فلکی سگ کوچک قرار دارد.